# 크리스마스 연대기
《크리스마스 연대기》(영어: The Christmas Chronicles)는 2018년 넷플릭스에서 공개된 미국의 크리스마스 영화로, 크리스 콜럼버스가 제작하고 클레이 케이티스가 연출했다. 커트 러셀이 산타클로스 역을 맡았고 그 밖에 주다 루이스, 다비 캠프가 출연했다. 2018년 11월 22일 넷플릭스에 공개되었다.
2020년 12월에 《크리스마스 연대기: 두 번째 이야기》가 마찬가지로 넷플릭스에 공개되었다.

## 줄거리
매사추세츠 로웰에 사는 피어스 가족은 매년 크리스마스 이브 날마다 캠코더로 영상을 찍어 남기던 행복한 가정이었다. 그러나 2018년 소방관인 아버지가 다른 사람을 구하다가 순직한 뒤로 어머니와 테디, 케이트 남매는 큰 슬픔에 빠진다. 어머니는 생계를 위해 집을 자주 비웠고 테디와 케이트 남매의 사이도 서먹해졌다.
그해 크리스마스 이브 날 케이트는 자기를 혼자 두고 놀러나간 오빠 테디의 뒤를 밟았다가, 테디가 자동차 절도를 저지르는 걸 목격한다. 케이트는 이를 어머니에게 이르겠다면서 테디와 한바탕 싸움을 벌이지만 결국 자발적으로 입을 다문다. 그 날도 어머니는 일을 하러 나갔고, 남매 둘이서 밤을 보내게 된다. 그런데 전년도 크리스마스 영상을 돌려보던 케이트는, 집에 선물을 남기고 가는 산타클로스의 손이 살짝 찍힌 것을 발견하고 크게 놀란다. 그래서 테디를 설득해서 몰래카메라를 설치하고 그날 밤 산타를 찾아내기로 한다.
남매가 잠든 사이 놀랍게도 산타가 정말로 나타난다. 남매가 집을 나가보니 산타의 썰매와 순록들이 거리 위에 떠 있었고, 케이트는 이 모든 것을 영상으로 남기며 썰매 짐칸에 몰래 숨어든다. 테디가 별 수없이 뒤를 따랐고, 산타는 썰매를 이끌고 출발해 버린다. 케이트가 추위를 타자 테디는 산타에게 이를 알리는데, 산타가 깜짝 놀라고 썰매는 뒤집혀 추락해 버린다. 남매가 눈을 떠 보니 시카고의 한복판이었다. 썰매는 부서졌고 산타의 선물 보따리와 마법 모자가 사라져 있었다. 제 시간 안에 선물 배달을 못하게 된 산타는 배달을 못하게 되어 '크리스마스 정신'이 사라지면 인류에 큰 재앙이 일어난다고 경고한다.
남매는 산타를 돕기로 한다. 일행은 우선 음식점에서 차를 빌려 보기로 하지만, 산타를 믿지 않는 어른들 때문에 실패한다. 하지만 테디의 잔꾀로 바텐더의 도난 차량을 훔쳐 타기로 한다. 그러나 도난 신고를 접수한 경찰차가 그들을 뒤쫓고, 동시에 풀려 난 순록떼가 거리를 헤집기 시작한다. 산타는 케이트에게 순록떼를 데려오라고 보낸다. 케이트는 막대사탕으로 순록의 경계를 풀어낸다. 한편 추격전을 벌이다 산타와 테디는 결국 경관 둘에게 체포되는데, 산타만 체포되고 테디는 케이트가 데려온 순록떼를 타고 도망친다.
테디와 케이트는 나무 위에 걸려 있던 선물 보따리를 발견한다. 케이트는 산타가 말한 대로 꾸러미 안으로 들어가 엘프들과 만나는데, 그 사이 테디는 범죄조직에게 걸려 선물 보따리와 함께 그들의 아지트로 끌려가고 만다. 그런데 보따리를 풀어 보니 선물상자 안에는 석탄덩어리뿐이었고, 분노한 조직 두목이 보따리를 불태우려 하자 테디가 필사적으로 막는다. 테디가 위기에 처했을 때 보따리에서 엘프들이 나타나 조직원들을 전부 쫓아내어 버린다.
한편 산타를 끝내 믿지 않는 경찰관 데이브 때문에 유치장에 수감된 산타는 '크리스마스 정신'이 19%까지 떨어진 것을 발견한다. 산타는 이를 끌어올리기 위해 수감자들을 데리고 열광적인 크리스마스 콘서트 무대를 연출한다. 마침내 데이브가 의심을 거두고 유치장 문을 열었을 때, 엘프가 나타나 산타에게 마법 모자를 건네고 산타는 순식간에 사라진다.
산타는 남매와 재회했지만 이미 시간이 너무 늦어 동이 틀 때까지 배달을 마치기 힘들었다. 이를 위해 산타는 남매와 협력하기로 한다. 그래서 테디가 썰매 운전을 담당하고, 산타는 케이트가 아이들 명단을 부르는 사이 굴뚝으로 들어가 선물을 배달한다. 미국 전역을 돈 뒤에 멕시코시티의 한 여자아이를 마지막으로, 배달은 성공적으로 끝난다. 산타는 남매를 로웰의 집 앞으로 다시 데려다준다. 이때 산타가 사실 모자 없이도 마법을 부릴 수 있었으며, 일부러 못 쓰는 척한 것임이 밝혀진다. 산타는 테디에게 모자를 선물로 준다.
남매는 귀가한 어머니와 만나 집에 들어온다. 집은 아버지가 살아 있었을 때의 장식 그대로 꾸며져 있었고, 크리스마스 트리 아래 놓인 선물을 풀어본다. 테디는 사실 죽은 아버지를 다시 만나고 싶다고 소원을 빌었지만, 산타는 그 대신 크리스마스 장식을 선물했다. 테디가 그것을 트리에 달자 아버지의 얼굴이 비친다. 테디는 나직이 아버지가 자랑스럽다고 말하고 남매는 행복한 크리스마스를 보낸다. 한편, 북극의 집에 돌아온 산타는 산타 부인과 이야기하며 테디의 이름을 '착한 아이' 명단에 추가한다.

## 출연진
- 커트 러셀 - 산타클로스
- 다비 캠프 - 케이트 피어스
  - 케이틀린 에이드리 - 케이트(3~5세)
- 주다 루이스 - 시어도어 "테디" 피어스
  - 제시 저바시, 데이비드 콜스미스, 잭 보나 - 각각 3세, 5세, 10세의 테디
- 러몬 모리스 - 마이키 제임슨
- 킴벌리 윌리엄스페이즐리 - 남매의 어머니 클레어 피어스
- 올리버 허드슨 - 남매의 아버지 더그 피어스
- 마틴 로치 - 데이브 포베다
- 벨라 로벨 - 웬디
- 토니 내포 - 찰리 플러머
- 스티븐 밴잰트 - 울피
- 마크 리블러 - 더스티
- 골디 혼 - 클로스 부인

### 엘프 성우진
- 데브라 윌슨 - 라스
- 카리 월그런 - 조조
- 앤드루 모르가도 - 허그
- 데비 데리베리 - 플렉
- 마이클 유어착 - 비욘
- 제시카 로 - 미나

## 같이 보기
- 크리스마스 영화 목록